# Calamus hypoleucus
Calamus hypoleucus är en enhjärtbladig växtart som beskrevs av Wilhelm Sulpiz Kurz. Calamus hypoleucus ingår i släktet Calamus och familjen Arecaceae. Inga underarter finns listade i Catalogue of Life.